# Gowardia
Gowardia är ett släkte av lavar som beskrevs av Halonen, Myllys, Velmala och Hyvärinen. Gowardia ingår i familjen Parmeliaceae, ordningen Lecanorales, klassen Lecanoromycetes, divisionen sporsäcksvampar och riket svampar.
Släktet innehåller bara arten Gowardia nigricans.